# Eutrema
Eutrema (Eutrema) je rod rostlin z čeledi brukvovitých. V evropské přírodě téměř nemá zástupce, rostliny rodu jsou nejvíce rozšířené v Asii, kde roste asi 24 druhů; dva druhy pocházejí ze Severní Ameriky a jeden z arktické oblastí evropského Ruska.

## Popis
Jsou to rostliny jednoleté, dvouleté nebo vytrvalé, lysé, až 70 cm vysoké se štíhlými nebo tlustými, jednoduchými kořeny nebo s oddenky. Lodyhy jsou přímé, poléhavé či vystoupavé, již u báze či až na vrcholu rozvětvené a někdy i bezlisté. Přízemní listy v růžici jsou jednoduché, nejčastěji mívají řapíky a po obvodě jsou zubaté nebo zpeřené a někdy zvlněné. Lodyžní listy mají řapíky nebo jsou přisedlé a bývají menší, ale mají obdobný vzhled.
Čtyřčetné, oboupohlavné květy vyrůstají nejčastěji v hroznovitém květenství. Květní stopky jsou zprvu vzpřímené a později za plodů se rozbíhají, takže květenství se rozvolňují. Většinou opadavé kališní lístky jsou volné, vejčité nebo podlouhlé a nejsou vakovité. Bílé nebo růžovofialové korunní lístky bývají podlouhlé nebo obsrdčité, mají krátký nehtík a zaoblený vrchol. Šest volných a jen slabě čtyřmocných tyčinek nese vejčité nebo podlouhlé prašníky a u jejich bází bývají spodní nebo boční nektarové žlázky. Semeník je srostlý ze dvou plodolistů a má štíhlou nebo kyjovitou čnělku s hlavičkovitou nebo dvoulaločnou bliznou. Květy jsou opylovány hmyzem.
Plodem jsou podlouhlé pukající tobolky, šešule nebo šešulky, které mají semena umístěna v jedné nebo dvou řadách. Bezkřídlá semena bývají podlouhlá až vejčitá a při navlhčení neslizovatí.

## Využití
Ze všech rodů eutremy je nejznámější východoasijský druh eutrema japonská, která se používá jako významná přísada v japonské, jinak chuťově nepestré kuchyni. Její jednohlavý kořen (někdy uváděn jako oddenek) vzdáleně připomíná svou výraznou ostrou chutí známý český křen selský. Jemně nastrouhaný a smíšený s vodou do pasty vytváří pochutinu zvanou wasabi, která se v mnoha jazycích nazývá „japonským křenem“ nebo „křenem wasabi“.